# Ségou

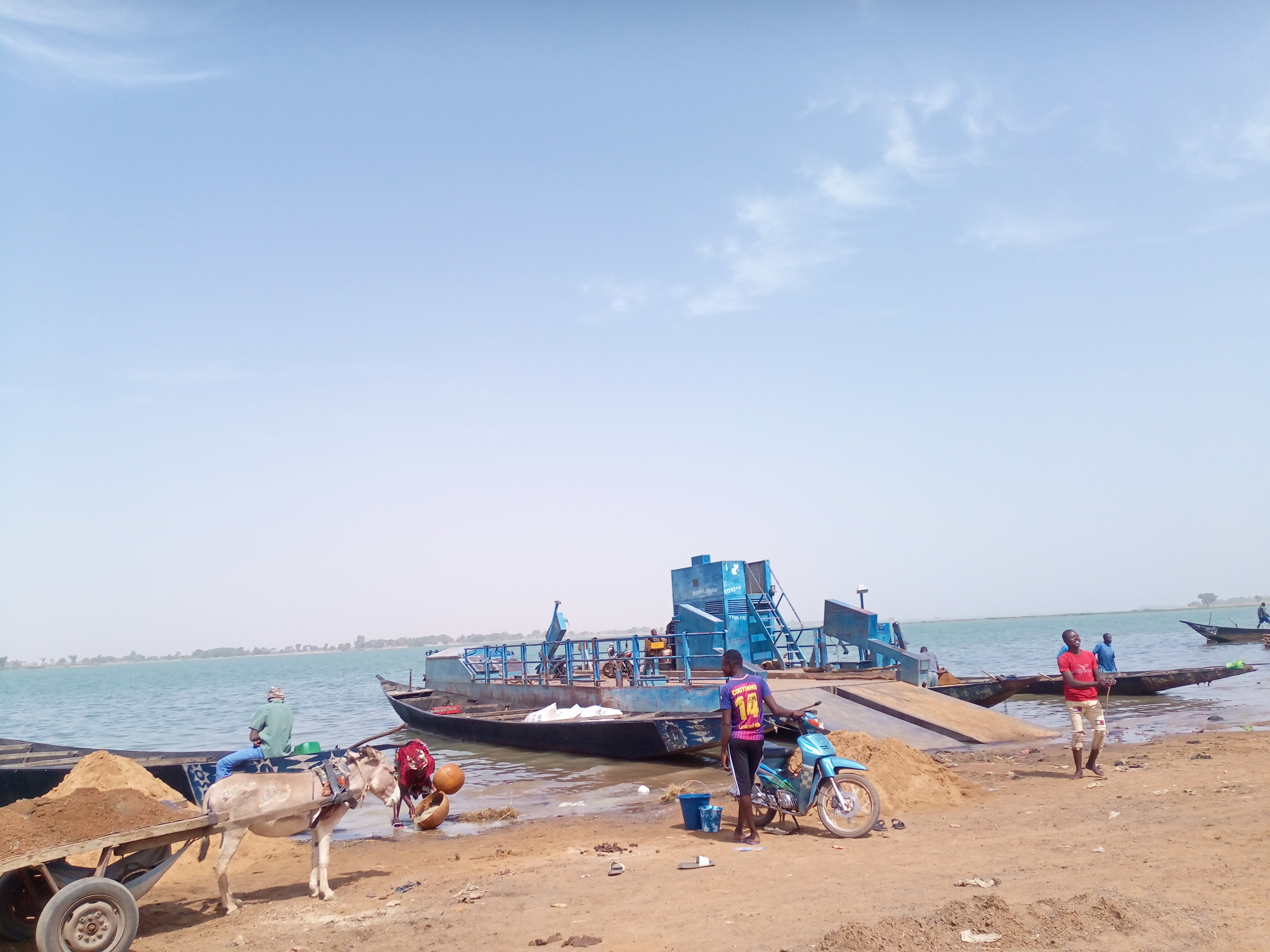
Een veerboot op de Niger

Ségou is een stad (commune urbaine) en gemeente (commune) in Mali, en is de hoofdplaats van de gelijknamige regio. De stad ligt aan de rivier de Niger en is een van de oudste steden van Mali. Ségou telt 134.000 inwoners (2009).

## Geschiedenis
Ségou werd in 1620 gesticht en was in de 17e en 18e eeuw de hoofdstad van het Bambara-koninkrijk. De Schotse ontdekkingsreiziger Mungo Park bezocht de stad in 1796. El Hadj Omar veroverde in een jihad de stad in 1861 en maakte van Ségou de hoofdstad van zijn koninkrijk. Zijn zoon Ahmahou werd aan het einde van de 19e eeuw afgezet door de Franse kolonel Louis Archinard en de Fransen plaatsten er een vertrouweling als koning.

## Geografie
De stad strekt zich over meer dan zes km uit langs de rechteroever van de Niger.

## Economie
Ségou is een belangrijk handels- en landbouwcentrum. Dankzij het irrigatieproject van het Office du Niger, al begonnen in 1932, wordt er rond de stad rijst, maar ook aardnoten, katoen, suikerriet en gierst geteeld. Er wordt ook aan veeteelt gedaan.
Er is een grote textielfabriek gebouwd door Chinezen.

## Bevolking
De stad telde in 1998 ongeveer 105.000 inwoners en in 2009 meer dan 130.000 inwoners.
De streek is relatief dicht bevolkt. De overgrote meerderheid van de bevolking is moslim.
De stad is sinds 1962 de zetel van het rooms-katholieke bisdom Ségou.

## Zustersteden
- Angoulême (Frankrijk)
- Richmond (Verenigde Staten)

## Geboren
- Luc Auguste Sangaré (1925-1998), aartsbisschop van Bamako
- Jean Zerbo (1943), aartsbisschop van Bamako en kardinaal
- Cheick Tidiane Seck (1953), toetsenist, arrangeur, en componist